# Cyclocolposa costulata
Cyclocolposa costulata är en mossdjursart som först beskrevs av Ferdinand Canu och Ray Smith Bassler 1929.  Cyclocolposa costulata ingår i släktet Cyclocolposa och familjen Bryocryptellidae. Inga underarter finns listade i Catalogue of Life.